# Ismarus
Ismarus is een geslacht van vliesvleugelige insecten uit de familie Diapriidae.

## Soorten
- I. abdominalis Marshall, 1874
- I. campanulatus (Herrich-Schäffer, 1840)
- I. dorsiger Haliday, 1831
- I. flavicornis (Thomson, 1859)
- I. halidayi Foerster, 1850
- I. longicornis (Thomson, 1859)
- I. moravicus Oglobin, 1925
- I. rugulosus Foerster, 1850